# Takatsukasa Fuyunori

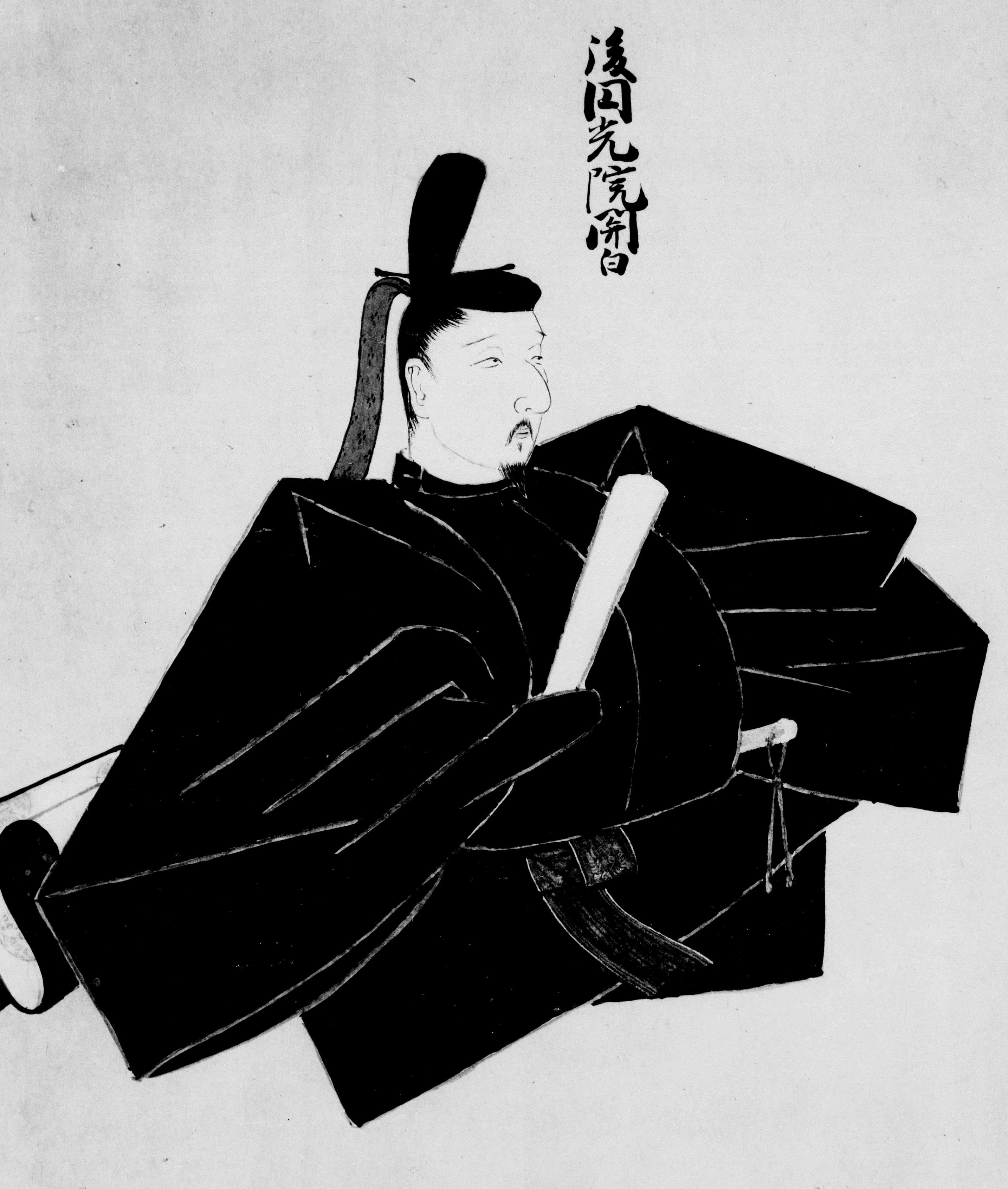
Porträt von Takatsukasa Fuyunori

Takatsukasa Fuyunori (jap. 鷹司 冬教; * 1295; † 27. Februar 1337) war ein Spross der hochadligen Familie Takatsukasa, von Konoe Iezane abstammend, die als eine der go-sekke für würdig genug galt Regenten für japanische Herrscher zu stellen.
Sein leiblicher Vater war Takatsukasa Motohira, er wurde von  Takatsukasa Fuyuhira adoptiert. Den folgenden dritten Rang erhielt er 1309, es folgte der übliche Aufstieg, der ihm 1322 ins Amt des Naidaijin brachte. Er war vergleichsweise lange 1324–33 Sadaijin („Kanzler zur Linken“), parallel dazu ab 1330 Regent für Go-Daigo und nach dessen Verbannung für Kōgon, den ersten Herrscher der nördlichen Dynastie.
Ab 1334 war er Udaijin („Kanzler zur Rechten“) und stieg im Jahr darauf wieder in die linke Stellung auf. Zugleich war er Erzieher des Kronprinzen.
Auch er adoptierte – wie  vor ihm Takatsukasa Fuyuhira es getan hatte – Morohira, der ein Bruder der Frau Fuyunori's war.
Fuyunori verfasste die Kōgon-in go sokui-ki („Aufzeichnungen über die Thronbesteigung des Kōgon“) und die Shōkei Goenkōin Kampaku ki.